# TQ-Group
Die TQ-Group GmbH ist ein deutscher Elektronikdienstleister sowie Anbieter von eingebetteten Modulen und Systemen, Antriebs- und Automatisierungslösungen mit Sitz im oberbayerischen Gut Delling/Seefeld bei München.

## Unternehmen
Als Zulieferer entwickelt, produziert und vertreibt die TQ-Group an weltweit 13 Standorten in Deutschland, Ungarn, China und den USA nach Kundenforderungen gefertigte elektronische Baugruppen und Systeme. Das Unternehmen gliedert sich in folgende acht Geschäftsbereiche: E²MS, Embedded, E-Mobility, RoboDrive, Aviation, Automation, Medical und Robotics. 
Der Bereich E²MS (englisch Electronic Engineering Manufacturing Services) bildet das Kerngeschäft des Unternehmens und umfasst sämtliche Elektronikdienstleistungen von der Idee über die Entwicklung bis hin zur Serienproduktion. TQ-Drives, bestehend aus den beiden Geschäftsbereichen TQ-E-Mobility und TQ-RoboDrive, beschäftigen sich mit elektrischen Antrieben für Elektrofahrräder und Servomotoren für Hohlwellenantriebe. Die Elektromotoren finden auch TQ-intern Verwendung. Der Geschäftsbereich TQ-Automation entwickelt Energiemanagementsysteme und TQ-Aviation befasst sich mit dem Bereich der Avionik sowie kundenspezifischen elektronischen und mechatronischen Lösungen. Der Bereich TQ-Medical entwickelt Medizintechnikprodukte wie etwa Elektrostimulationsgeräte mit Biofeedback.

## Geschichte
Die Historie der TQ-Group beginnt mit der Gründung 1994 als 2-Mann-Unternehmen. 2002 erhielt TQ ihre erste Auszeichnung: als „Auftragsfertiger des Jahres“ in der Kategorie „Kleine Unternehmen“. Darüber hinaus durfte sich das Unternehmen im selben Jahr über die erste Nominierung als „Bayerns Best 50“ für besondere Wachstumsstärke freuen.
2013 erfolgte die Übernahme der SRI Radio Systems in Durach im Allgäu, die seitdem als eigenständiger Standort „TQ-Systems Durach GmbH“ firmiert. Im Juni 2016 übernahm TQ-Systems die Flugfunksparte der Dittel Avionik aus Landsberg am Lech und integrierte deren Flugfunkgeräte und Transponder in das eigene Produktportfolio. 2017 erweiterte das Unternehmen seine bis dahin aus den beiden Firmengründern Detlef Schneider und Rüdiger Stahl bestehende Geschäftsführung mit Stefan Schneider, dem Sohn von Detlef Schneider, als dritten Geschäftsführer.
Sein 25-jähriges Firmenjubiläum feierte das mittlerweile fast 2.000 Mitarbeiter starke Unternehmen 2019 mit der Ausstellung „TQ-Expo“ am Firmenhauptsitz in Gut Delling bei Seefeld. Für internationale Produktzertifizierungen und akkreditierte Prüfungen von Produkten eröffnete 2020 das TQ-Product-Compliance-Center (TQ-PCC) in Augsburg. 2022 wählte die Creditreform Rating AG die TQ-Group unter die 170 krisensichersten Arbeitgeber in Deutschland und Luxemburg.
Über die Partnerschaft mit dem Deutschen Skiverband in den Disziplinen Skisprung, Langlauf, Nordische Kombination, Skicross, Ski-Freestyle und seit 2022 auch Biathlon erlangte TQ Bekanntheit in der Öffentlichkeit.